# 鑽石山站
鑽石山站（英語：Diamond Hill Station）位於香港九龍黃大仙區大磡龍翔道、大磡道及文化園景大道，是港鐵觀塘綫與屯馬綫的鐵路車站，也是轉車站，當中觀塘綫部分於1979年10月1日啟用；而屯馬綫部分則於2020年2月14日啟用。

## 車站構造
鑽石山站是地下車站，一共分為五層，地面層為出入口，L2層是車站大堂，同時也設有連接觀塘綫和屯馬綫月台的轉乘通道，L3層是觀塘綫月台，L5層則是屯馬綫月台。

### 樓層
|                   |   | 觀塘綫往調景嶺（彩虹） | 1 |  |
| 島式 · 開右邊车门 |   |                        |   |  |
|                   | 2 | 觀塘綫往黃埔（黃大仙） |   |  |

|                   | 4 | 屯馬綫往烏溪沙（顯徑） |   |  |
| 島式 · 開左邊车门 |   |                        |   |  |
|                   |   | 屯馬綫往屯門（啟德）   | 3 |  |

### 大堂
鑽石山站設有兩個大堂，分別為觀塘綫大堂及屯馬綫大堂，而兩個大堂的付費區及非付費區皆設有通道連接。而兩個大堂同時亦設有商店、自助服務設施以及港鐵會員服務站等；而屯馬綫大堂付費區內亦設有洗手間。
- 觀塘綫大堂（2025年6月）
- 屯馬綫大堂（2025年6月）
- 轉乘通道（2023年3月）
- 位於觀塘綫大堂的車站商店（2023年3月）
- 屯馬綫大堂設有洗手間（2023年3月）
- 屯馬綫大堂設有多功能售票機（2023年3月）

### 月台
車站設有4個月台，兩條路綫皆各使用一座島式月台，而所有月台均已裝設月台幕門。此外，觀塘綫月台亦有預留結構可供擴建更多月台，但有關結構在目前規劃下不會被使用。而由於當年設計的2號月台為中央月台，預計乘客量較多，故此2號月台的候車空間比1號月台更闊。
另外，觀塘綫月台起初曾設有樓梯連接大堂，其後因屯馬綫工程改建為扶手電梯而拆除。後來港鐵於觀塘綫月台近東端位置的扶手電梯預留空間增建樓梯連接大堂及月台，唯不能經付費區前往屯馬綫大堂及月台。
- 觀塘綫1、2號月台（2025年6月）
- 屯馬綫3、4號月台（2025年6月）
- 屯馬綫月台牆身配有仿閃巨型鑽石圖案（2020年2月）

### 出入口
|                                                                          |            | |      |
|                                                                          |            | |      |
| 編號                                                                     | 指示       | 建議前往的目的地 | 圖片 |
| 出口 · A · 1 · 盲道标志 · 无障碍通道标志 · 轮椅升降台标志 · 扶手电梯标志 | 龍蟠苑     | 張祝珊幼兒園幼稚園、神召會德萃書院、悅庭軒、鳳鑽苑、鳳禮苑、鳳德邨、鳳德社區中心、龍蟠苑、香港小童群益會、永樂創新英文幼稚園、蒲崗村道體育館、保良局張麥珍耆樂中心、路德會救恩堂、禮賢會恩慈學校、聖文德天主教小學、滙豪山                                                               |      |
| 往大磡道                                                                 |            | |      |
| 出口 · A · 2 · 无障碍通道标志 · 轮椅升降台标志                           | 新蒲崗     | Artisan Hub、安田中心、匯達商業中心、啟鑽苑、友邦九龍金融中心、嘉諾撒小學、Artisan Lab、彩虹道、彩虹道體育館、香港考試及評核局、龍翔道、萬迪廣場、勤達中心、新科技廣場、PORT 33、錫安樓、宏基中心、黃大仙地區康健中心                                                                    |      |
| 出口 · B                                                                 | 采頤花園   | 采頤花園、龍翔道、新蒲崗廣場、景泰苑、東啟德體育館、嘉諾撒小學（新蒲崗）、心晴行動慈善基金、鑽石山（彩虹道）公共運輸交匯處 |      |
| 往龍翔道                                                                 |            | |      |
| 出口 · C · 1                                                             | 荷里活廣場 | 上元街、龍蟠街、大磡道 |      |
| 出口 · C · 2 · 扶手电梯标志                                              | 荷里活廣場 | 志蓮淨苑、鑽石山浸信會、東九龍分科診所、星河明居、宏景花園、斧山道、斧山道運動場、斧山道游泳池、國際基督教優質音樂中學暨小學、南蓮園池、荷里活廣場、保良局錦泰小學、蒲崗村道學校村、保良局何蔭棠中學、鑽石山站公共運輸交匯處、聖博德天主教小學、慈雲山天主教小學、佛数志蓮中學、真鐸學校 |      |
| 註： 設有 \| 設有 \| 設有 \| 設有輪椅升降台                              |            | |      |

### 車站藝術
鑽石山站設有一處車站藝術品，位於A出口行人隧道。
|  | 《重像》 | 冼朗兒（香港） | 鑽石山站A出口行人隧道 | 2020年2月 |

## 利用狀況
在車站啟用初期，鑽石山站人流一直偏低，尤其在繁忙時間以外的時段人流更為冷清。但自從大老山隧道啟用以後，部分途經該隧道的新界東巴士路線往沙田／大埔方向均以此站作為九龍區的最後一個中途站，車站客流量才開始有所增加。而當車站的上蓋物業星河明居、大型商場荷里活廣場於1997年開幕，同時多條巴士線改以鑽石山站為終點站後，使用情況才有改善。
另外隨著有多條往返西貢區的巴士路線將市區終點站設於鑽石山站，車站亦成為前往西貢區郊區（如西貢市中心、香港科技大學及清水灣等）的交通樞紐之一，亦為車站帶來不少客流量。
而自屯馬綫一期於2020年2月啟用後，鑽石山站成為了觀塘綫與屯馬綫的轉車站，並吸納了部分九龍塘站的轉車客流改用鑽石山站，車站月台的人流較以往多，因而在日間有較高的客流量。

## 接駁交通與港鐵優惠
鑽石山站旁的鑽石山站公共運輸交匯處與荷里活廣場同期興建，提供巴士及專線小巴接駁服務往返其它地區。
另外，鳳德商場設有適用於鑽石山站的港鐵特惠站，為使用成人八達通的乘客提供港幣2元車費優惠。

## 歷史

### 啟用
現時鑽石山站觀塘綫部分的車站承建商為保華建築有限公司，而車站則於1979年10月1日隨修正早期系統石硤尾至觀塘段通車而啟用。

### 名稱
鑽石山站位於大磡，但取名自大磡以北的鑽石山。
鑽石山本身只是一個石礦場，並沒有出產過鑽石。「鑽」本身作動詞用，而「石」才是名詞，代表這裡是個石礦場。一般人相信是當時香港政府的錯譯，故「鑽石山」的英文被錯譯作「Diamond Hill」而非「Mining Hill」，在約定俗成之下，鑽石山站的英文譯法亦為「Diamond Hill Station」。

### 東九龍綫預留結構

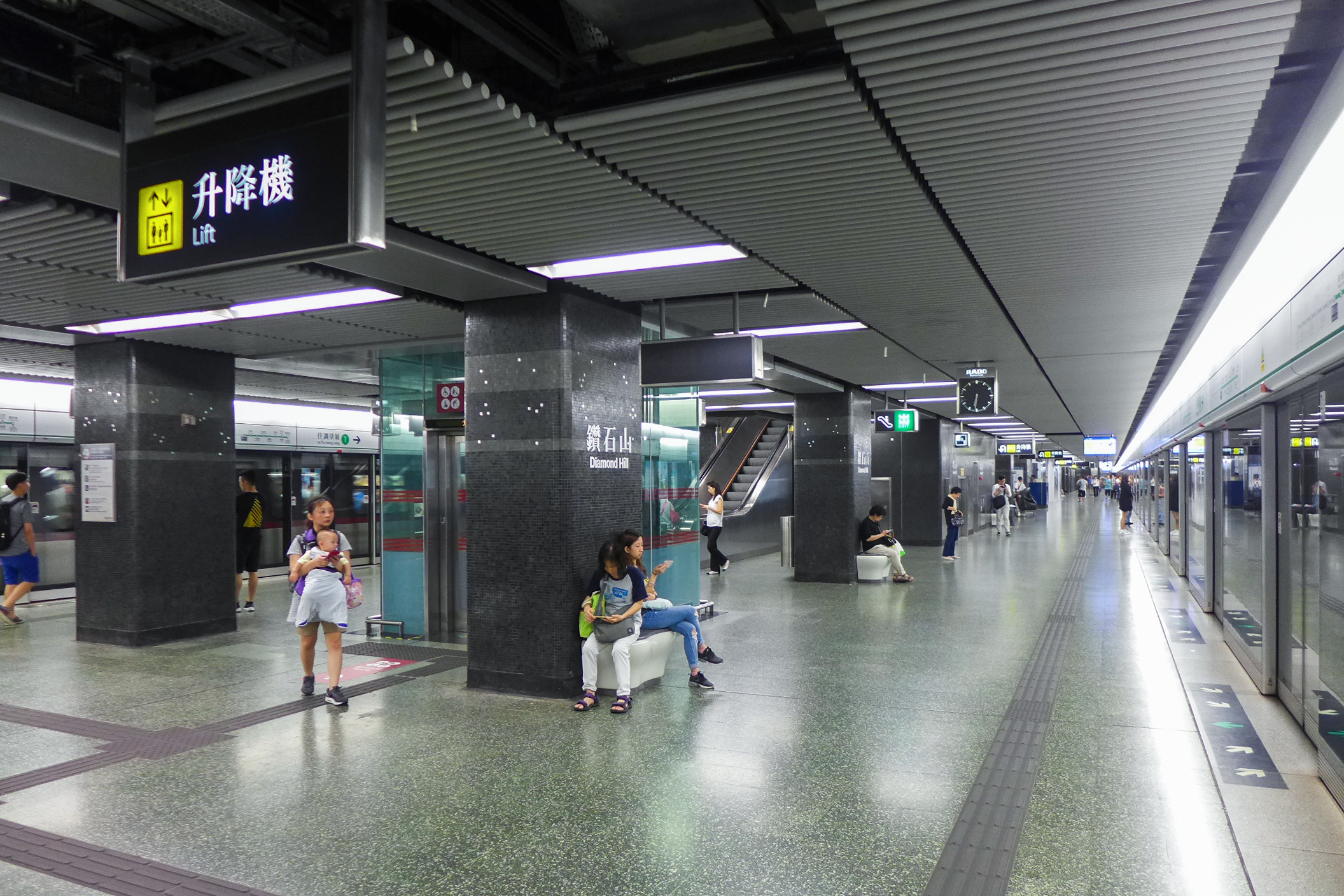
當年前地鐵公司將2號月台設計為中央月台，預計乘客量較多，故此候車空間比較闊（2017年6月）

1967年，《香港集體運輸研究》提議香港興建地下鐵路系統，當中包括一條連接禾寮坑至尖沙咀的鐵路線。當時建議沙田綫鑽石山站與觀塘綫作交匯。車站分為四層，由頂至底分別為大堂、觀塘綫月台、轉車層及沙田綫月台，呈十字形相交。
1970年，在《集體運輸計劃總報告書》研究報告中，擬建的東九龍綫在鑽石山站與觀塘綫交匯，並將終點站由禾寮坑縮短至鑽石山站。直到1975年，「修正早期系統」列明需要鑽石山站預留結構用作東九龍綫擴建之用，因此規劃時預留了大堂及月台。研究報告預期東九龍綫興建後，客量將會大增，屆時舊有的鑽石山站大堂將不勝負荷，故大堂東南面早已興建大堂的擴充部分。而預留大堂工程並未完成，基於安全及保安理由不對外開放，另外該預留大堂中有一個預留的扶手電梯空間。
根據「修正早期系統」的資料，東九龍綫須有路軌直接前往九龍灣車廠，用以調度列車。因此在鑽石山站的軌道配置上，除了四條主綫路軌外，亦有一條中央路軌，由東九龍綫及觀塘綫共用，為東九龍綫供應列車，亦有助列車調度之用。鑽石山站中央路軌同時亦連接彩虹站中央路軌，配合東九龍綫特殊軌道配置。

東九龍綫鑽石山站至彩虹站配置圖

另外，鑽石山站中央路軌由東九龍綫及觀塘綫共用，亦有助兩綫開出聯合特別班次。當觀塘綫西行列車駛進鑽石山站的中央路軌後，可掉頭駛進東九龍綫的主綫前往港島林士站。現時，有關中央路軌已作為觀塘綫往黃埔方向路軌，而車站月台島的闊度亦比正常為闊。此外，目前的軌道亦有預留作未來使用。
在「修正早期系統」通車時，隧道牆壁預留了月台的平台基座，行車隧道旁有機房的預留空間，月台及大堂東面亦設有扶手電梯預留空間。該預留大堂初期只是用圍欄封閉，後來改用圍板封閉。在2000年代，為了改善車站環境，並在鑽石山站加設車站商店，地鐵公司因而於預留大堂附近加設商店及廣告燈箱，但保留後方預留大堂，並有一道上鎖的門供清潔工人進入預留空間。雖然舊有圍板被改為白色人造纖維板，但在廣告燈箱下的空隙亦能清楚看見有關預留大堂。

#### 加設樓梯
過往觀塘綫月台設有樓梯連接大堂，該樓梯因屯馬綫工程改建為扶手電梯而拆除。港鐵公司其後於觀塘綫月台東面的扶手電梯預留空間加設樓梯，而加裝工程於2020年7月2日展開，並已於2021年4月2日啟用。

### 沙田至中環綫

#### 綜合轉車站設計
前香港地鐵公司（地鐵）與九廣鐵路公司（九鐵）曾於2000年代初角逐沙田至中環綫的經營權，在前地鐵公司的方案下，鑽石山站可以讓沙中綫與觀塘綫乘客跨月台轉車，而車站原有的預留結構一度有機會可以使用。
根據前地鐵公司投標經營沙中綫時所製作的宣傳片所見，沙中綫將由大圍經慈雲山、鑽石山、紅磡，再跨過維港至會展及金鐘，並以中環西站為終點站；鑽石山站將會被擴建成為一個設有「三組島式月台、四條路軌」的大型轉綫站，以下為當時地鐵公司投標時的走線規劃製圖。
|                          | 3 沙中綫 |                  | 往中環西（啟德） |  |
| 以預留結構新建的島式月台 |          |                  |                  |  |
| 1 觀塘綫                 |          | 往調景嶺（彩虹） |                  |  |
| 現有島式月台             |          |                  |                  |  |
| 2 觀塘綫                 |          | 往黃埔（黃大仙） |                  |  |
| 以預留結構新建的島式月台 |          |                  |                  |  |
| 4 沙中綫                 |          | 往大圍（慈雲山） |                  |  |

2002年，九廣鐵路公司奪得沙中綫經營權，其所提交的沙中線最終方案擬稿，九鐵鑽石山站將會以一條轉乘通道接駁地鐵（觀塘綫）鑽石山站。
2004年，九鐵修改沙中綫走綫為改以九廣東鐵過海，並將馬鞍山鐵路走綫經大圍、鑽石山、東九龍新建路段連接至紅磡，再接駁原有的九廣西鐵路段至屯門，形成東西走向，當時九鐵稱之為「東西走廊」（隨後被港鐵公司易名為屯馬綫）。走綫規劃改動後，從鑽石山站前往香港島未能如原規劃般「毋須轉車，直達對岸」，但乘客如在此站出發前往新界東、九龍西或新界西，則可藉「東西走廊」直達，省卻以往需要轉乘多條路綫才能到埗的麻煩。
2005年，運輸及房屋局要求兩鐵妥善安排不同路綫之轉乘，兩鐵遂提出將鑽石山站發展為綜合轉車站，並利用地鐵原有的鑽石山站進行擴建，使之容納觀塘綫及沙中綫，月台佈置如下：
|                          | 3 東西走廊 |                                | 往屯門 （啟德） 開右邊門 |  |
| 以預留結構新建的島式月台 |            |                                |                          |  |
| 1 觀塘綫                 |            | 往調景嶺（彩虹） 兩邊同時開門  |                          |  |
| 現有島式月台             |            |                                |                          |  |
| 4 東西走廊               |            | 往烏溪沙 （大圍） 兩邊同時開門 |                          |  |
| 以預留結構新建的島式月台 |            |                                |                          |  |
| 2 觀塘綫                 |            | 往黃埔（黃大仙） 開右邊門      |                          |  |

由於實施兩鐵合併，香港政府最終於2009年決定自行出資興建沙中綫，走綫沿用九鐵2004年修訂版本，並於大圍站至鑽石山站之間加設顯徑站，完工後將交由港鐵公司經營。
在九廣鐵路公司的方案下亦曾經建議採用旅客捷運系統將鑽石山站與慈雲山連接，但在合併方案下，慈雲山與鐵路的連接將改以其它方式達成。2008年2月，政府亦建議以升降機塔及自動步行通道連接車站與慈雲山。
由於要利用鑽石山站之預留結構進行擴建工程，需封閉龍翔道部分行車線作明挖工程達數年，再加上連接大老山隧道的行車天橋地基已經設於預定的走綫上，為避免影響繁忙的交通以及降低建造工程的風險，最終決定改於前大磡村的地皮下增設沙中綫月台。
在沙田至中環綫項目中，鑽石山被規劃成屯馬綫（沙中綫東西走廊）及觀塘綫的轉乘站。此外政府和港鐵公司亦曾研究在鑽石山站附近的大磡村興建屯馬綫的列車停放處，不過該計劃已經告吹，並改於前紅磡貨場興建。
由於需要建造連接原有的觀塘綫車站與新建的屯馬綫擴建部分的行人通道，龍翔道曾於2015年第4季至2018年第2季期間實施臨時改道安排。
直到2013年初至2016年期間，為了配合加建升降機優化工程，曾於龍蟠街與大磡道交界處臨時封閉一條行車線，並遷移行人過路設施。
但受到紅磡站偷工減料醜聞所影響，原定於2019年全綫通車的沙中綫被迫押後。政府因而決定局部通車，將馬鞍山綫延伸至啟德站，並易名為「屯馬綫一期」，原因為鑽石山站及啟德站之間設有渡線，可供列車調頭之用，同時亦有助疏導東鐵綫及觀塘綫在九龍塘站繁忙的客流量。屯馬綫一期於2020年2月14日通車。

#### 擴建
2013年4月中，港鐵斥資16.6億港元以擴建鑽石山站，作為觀塘綫與沙田至中環綫的轉乘站，而擴建部分的承建商為利達聯營公司。
港鐵於前大磡村東北面地底，即原有的觀塘綫車站南面建造一個長約250至300米、寬約22至25米的鐵路站。新舊車站由2條非付費區通道及1條付費區通道連接，其中兩側為較窄的非付費區通道；而位於中央較闊的則為付費區通道，而東南側的非付費區通道則根據原有的B出口通道改建。乘客在轉乘另一條路綫時須途經車站大堂及約40米的行人通道。
此外，觀塘綫大堂設施亦已升級，項目包括：
- 將連接觀塘綫月台至大堂的扶手電梯由原有4條增加至8條。新建扶手電梯設於原有載客升降機、月台至大堂樓梯以及近B出口位置。連接觀塘綫大堂及月台的預留空間將重置車站樓梯。當中兩條近B出口位置的連接大堂及月台扶手電梯已於2015年9月17日啟用[23]。
- 加裝以牽引動力模式操作的升降機，取代原有連接觀塘綫月台至大堂的油壓式升降機，並將後者拆除，改為扶手電梯。該升降機亦於2015年9月17日啟用[23]。
- 增設3部連接大堂與地面的升降機，分別位於近龍蟠苑的A1出口、近采頤花園的B出口及通往彩虹道的A2出口附近，當中位於A1出口的升降機已於2016年7月1日投入服務[23][24][25][26][27]。
- 重建A2出口
- 增設自動售票機、自動櫃員機及商舖數目，加設公眾洗手間

擴建期間，原有車站大堂以西的非付費行人通道曾被封閉，近A出口一帶的商店亦已永久遷移。
車站擴建範圍於2016年6月6日平頂，是繼顯徑站及啟德站後，沙中綫項目第三個平頂的車站，而屯馬綫部分已於2018年11月底完工交付。港鐵其後在龍翔道地底展開工程，將新擴建部份連接原有的鑽石山站，其中A2出口的部分空間於2019年3月開放使用。
除此以外，站內新增的指示牌均採用西港島綫款式的指示牌。

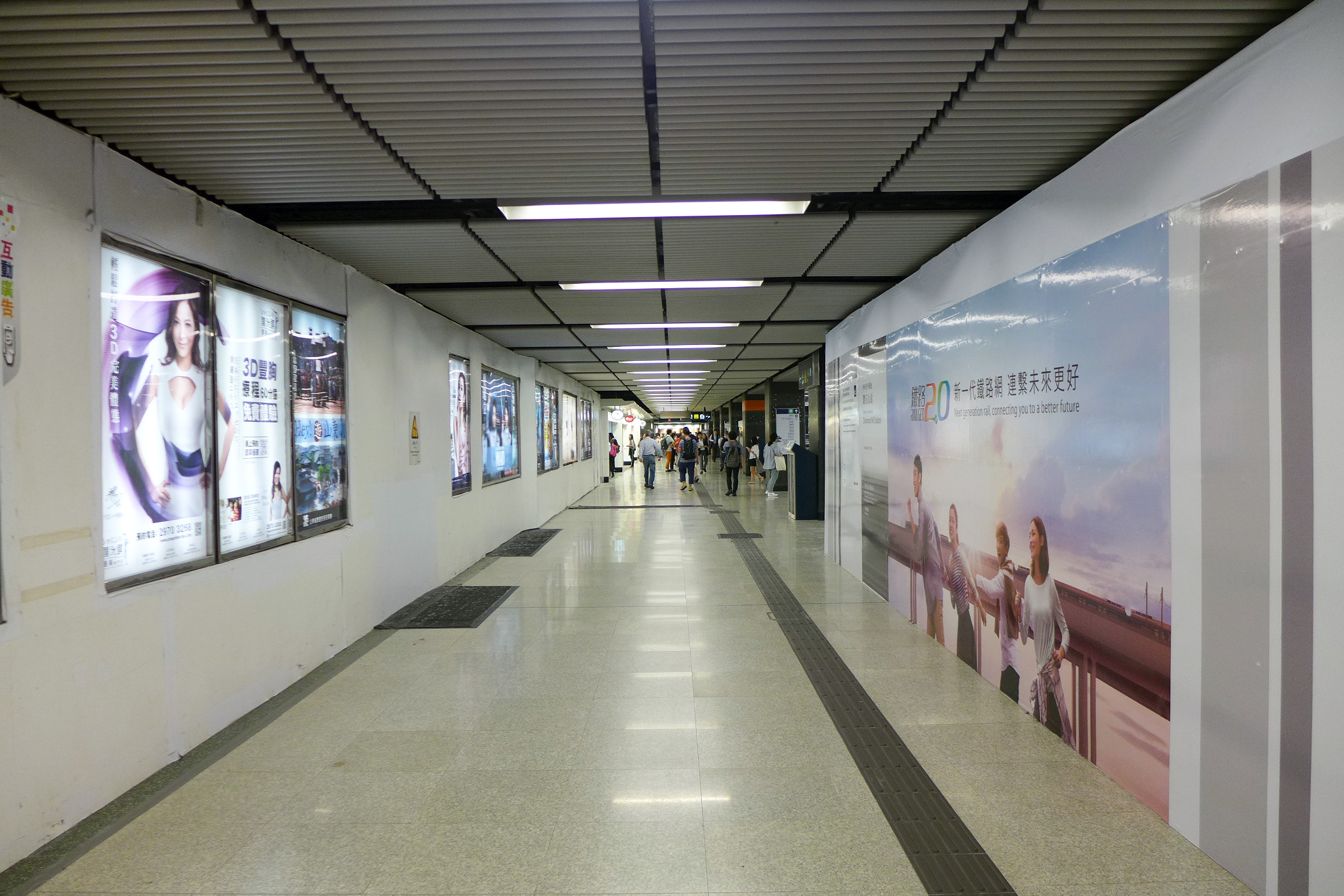
進行擴建工程時的大堂（2017年6月）
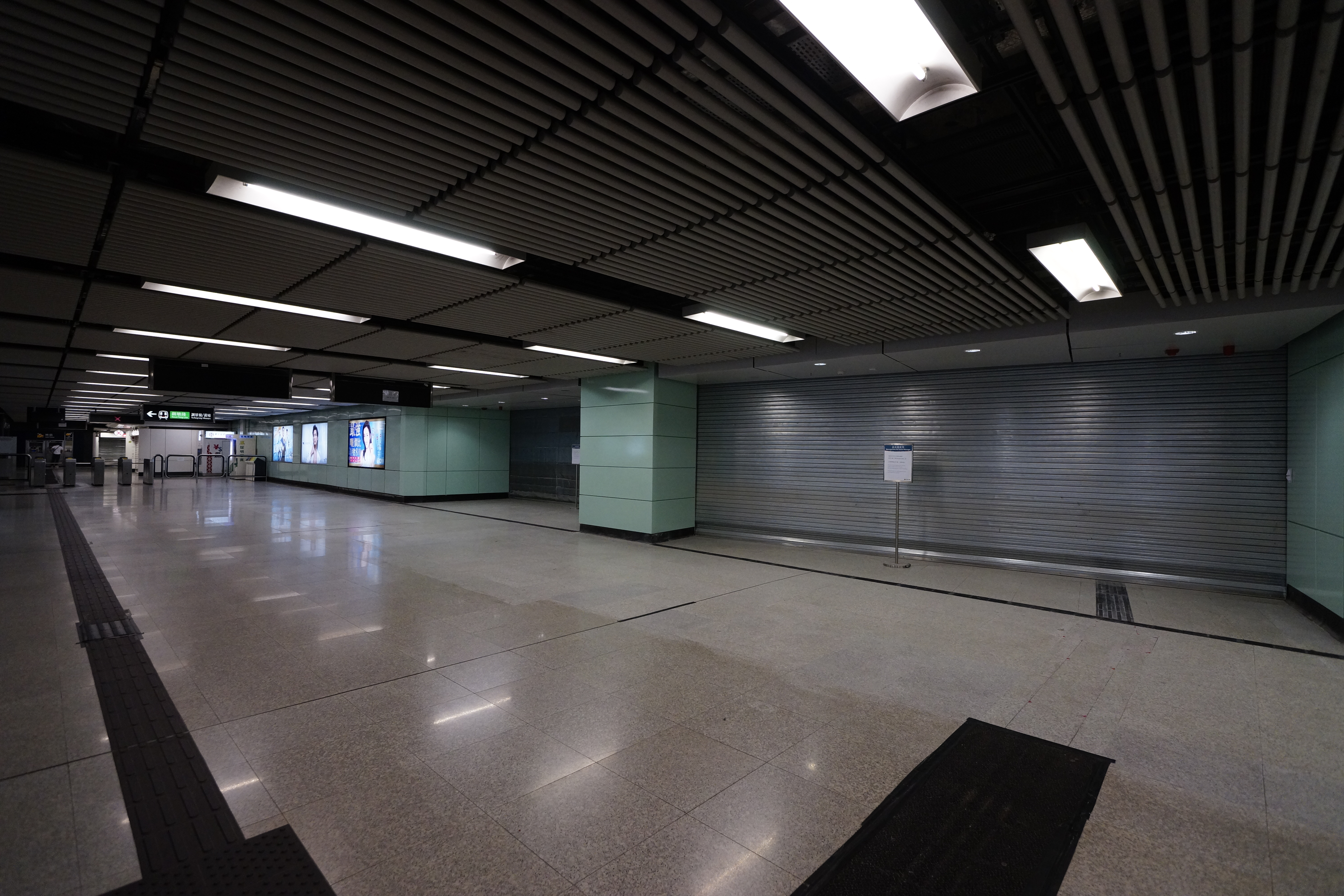
在屯馬綫一期啟用前的轉乘通道（2019年5月）
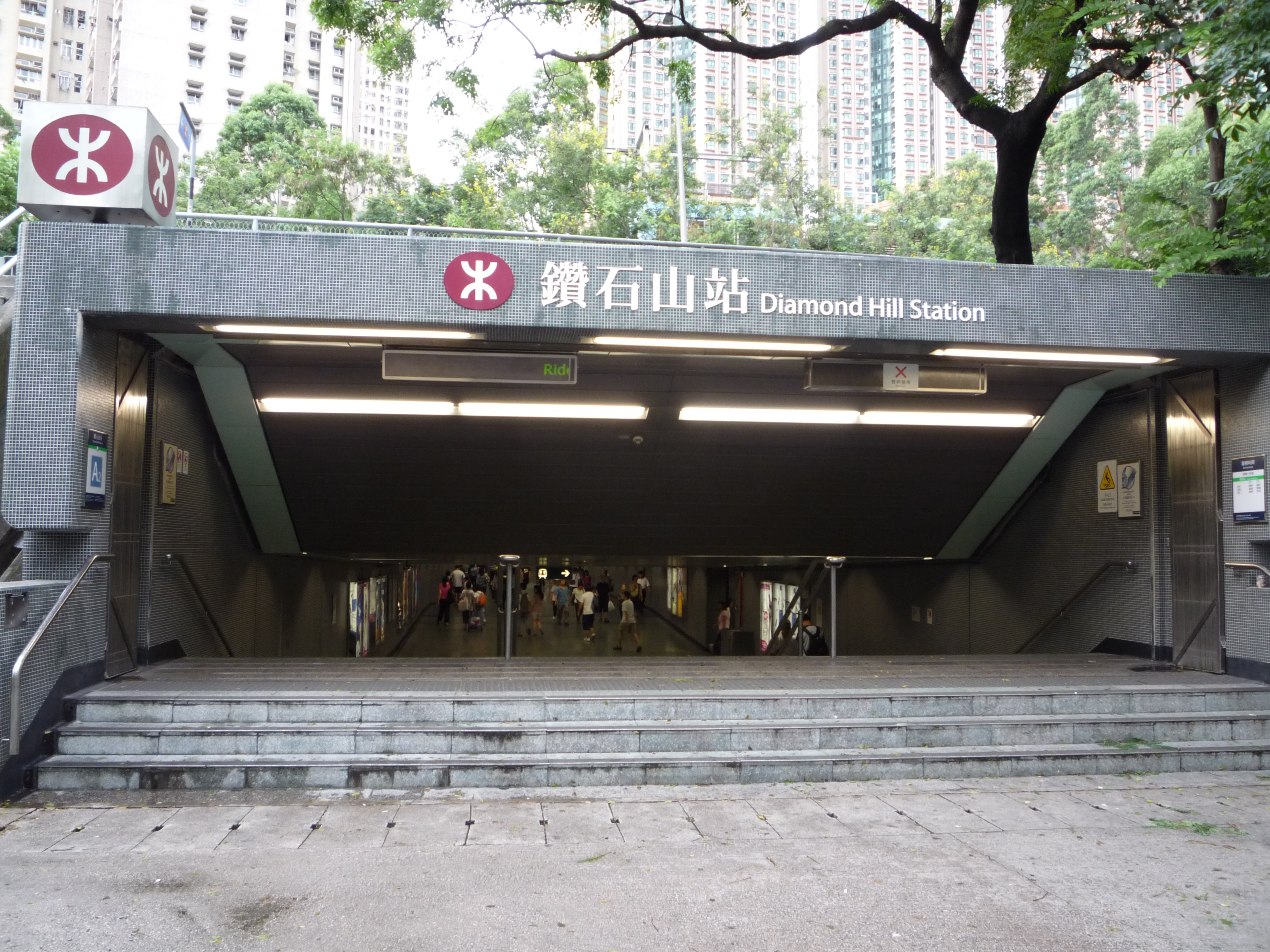
重建前的A2出口（2009年7月）
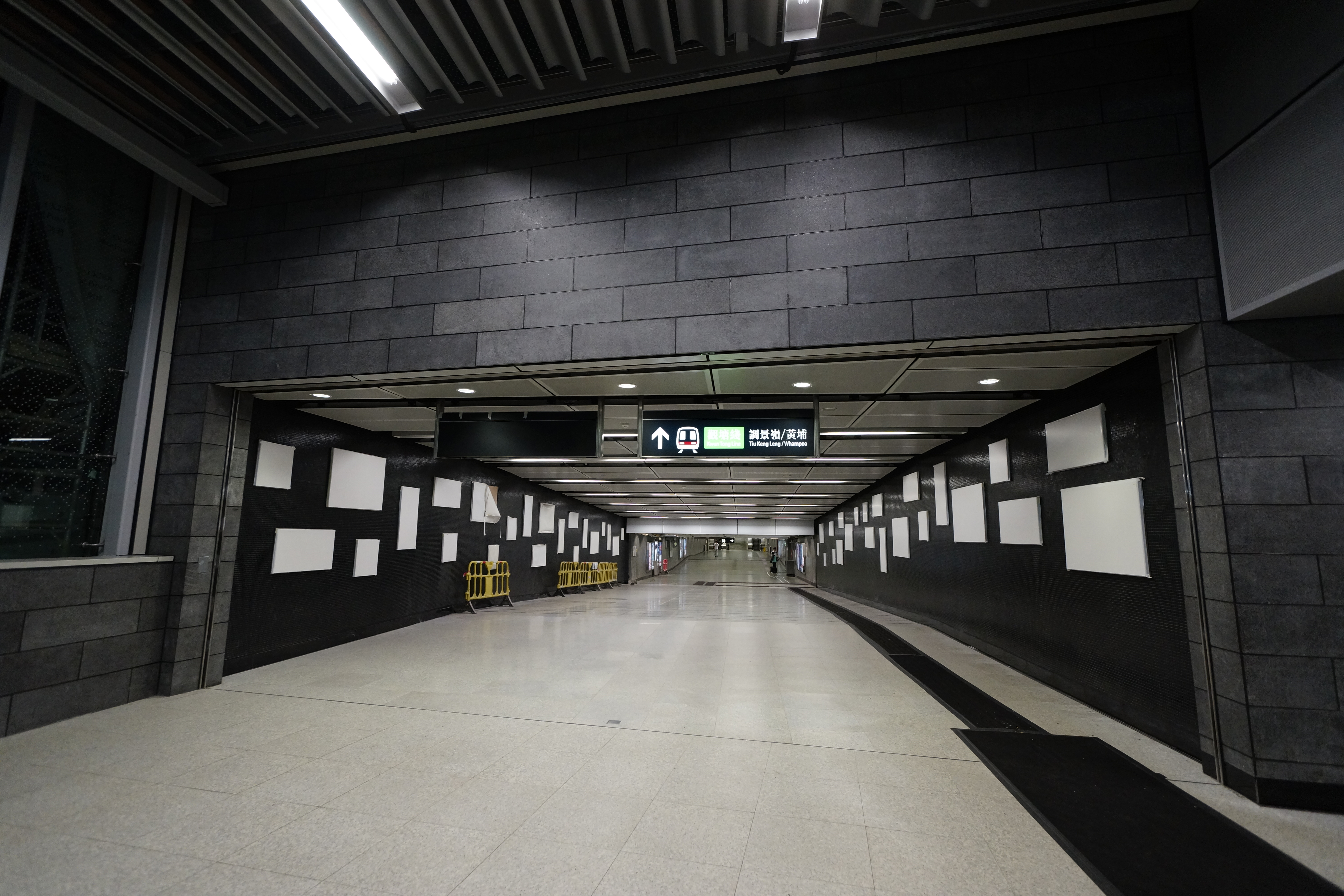
重建後的A2出口內部（2019年5月）
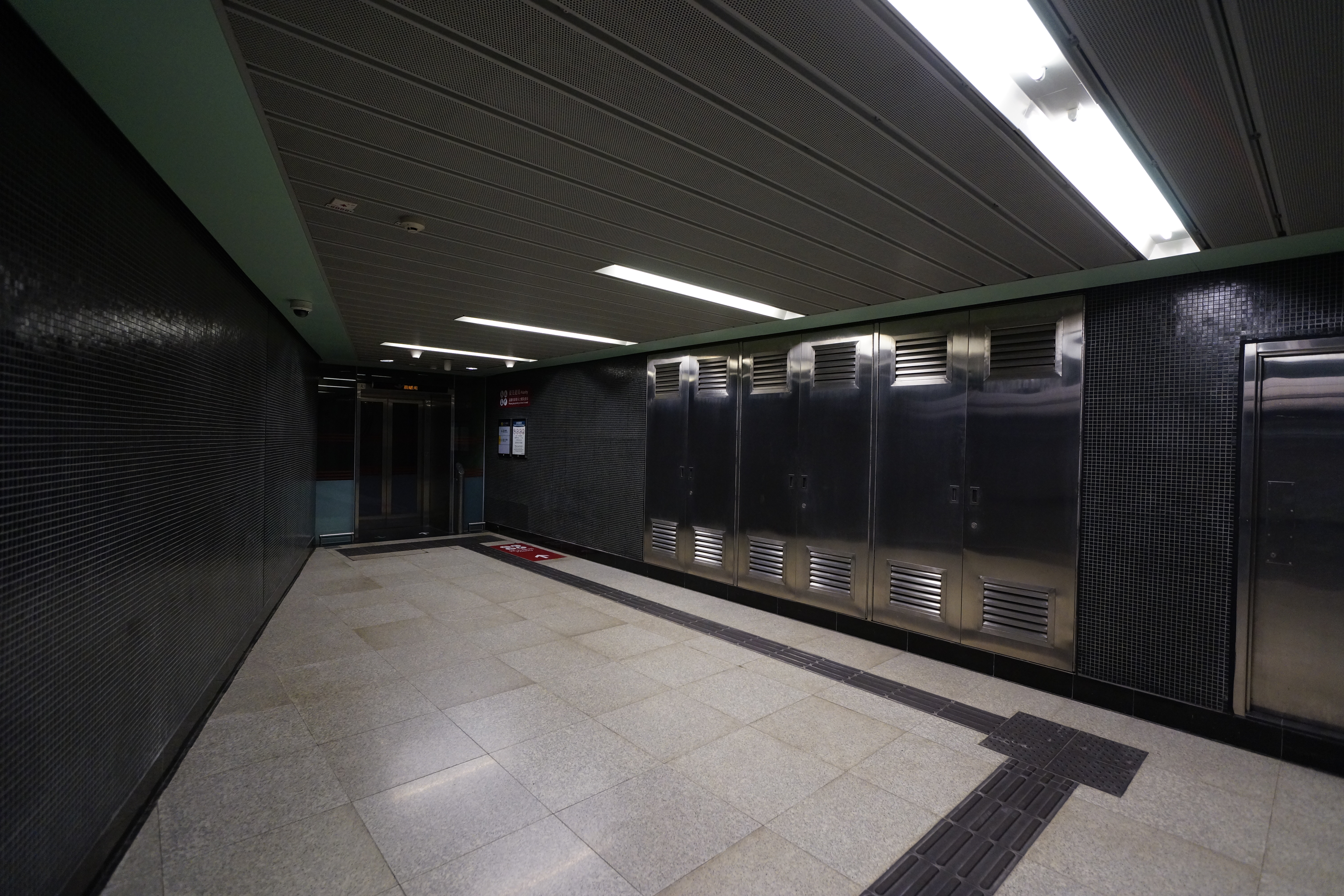
新增的升降機（A1出口行人隧道層）（2019年5月）

#### 工程期間相片
| 工程期間相片 |
| --- |
| - 建造中鑽石山站屯馬綫部分（2018年7月） - 建造中鑽石山站屯馬綫部分（2016年4月） - 屯馬綫鑽石山站建築工地（2015年6月） - 屯馬綫鑽石山站建築工地（2014年4月） - 2017年車站大堂地台已更換，左方為沙中線工程圍板 - 通往屯馬綫大堂的A2出口（2019年5月） |

### 翻新C出口扶手電梯
由於車站C出口的扶手電梯機件老化，故障次數頻繁。港鐵已於2020年9月5日開始為C出口的四條扶手電梯進行翻新工程，並於2021年1月30日完成翻新工程，工程期間C出口只供出站。

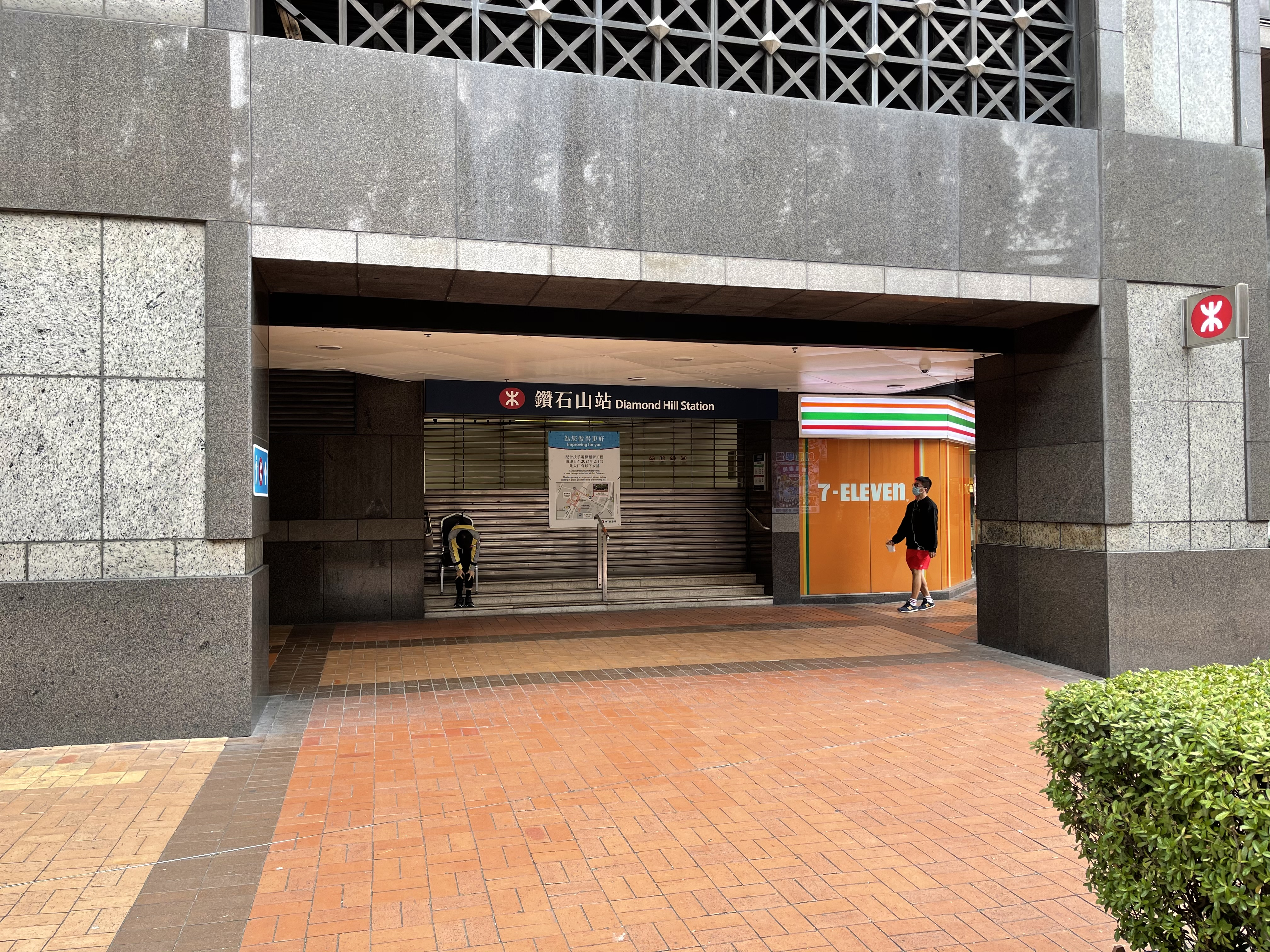
工程期間C1出口暫時關閉
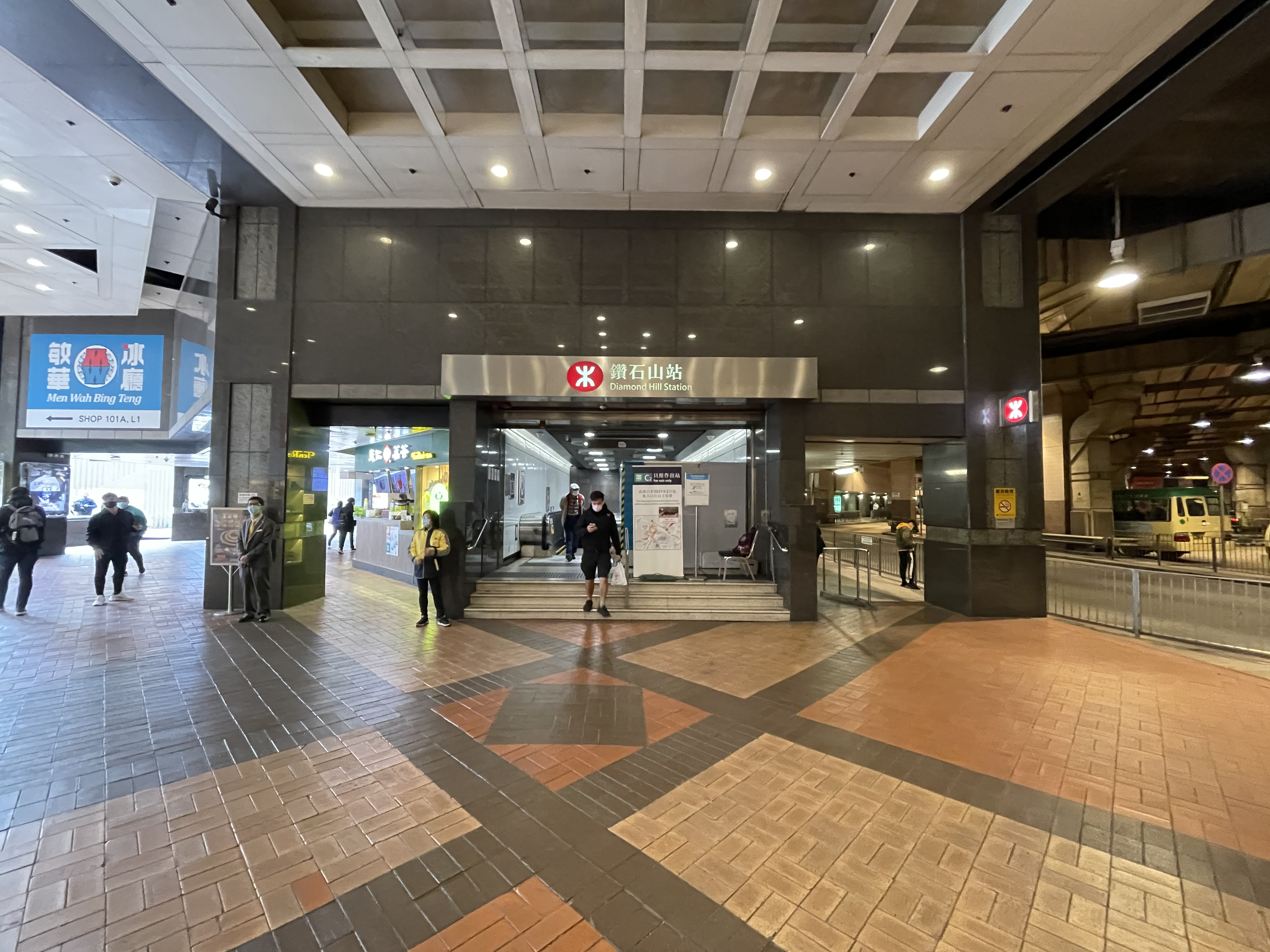
工程期間C2出口只供出站

### 事件

#### 被示威者破壞
- 2019年10月1日，有示威者使用火槍噴向站內的顯示屏，並將已燃燒的物品擲向站內及車站升降機[31]；同月7日，有示威者亦再度破壞鑽石山站外的玻璃、閉路電視及指示牌等[32][33]。

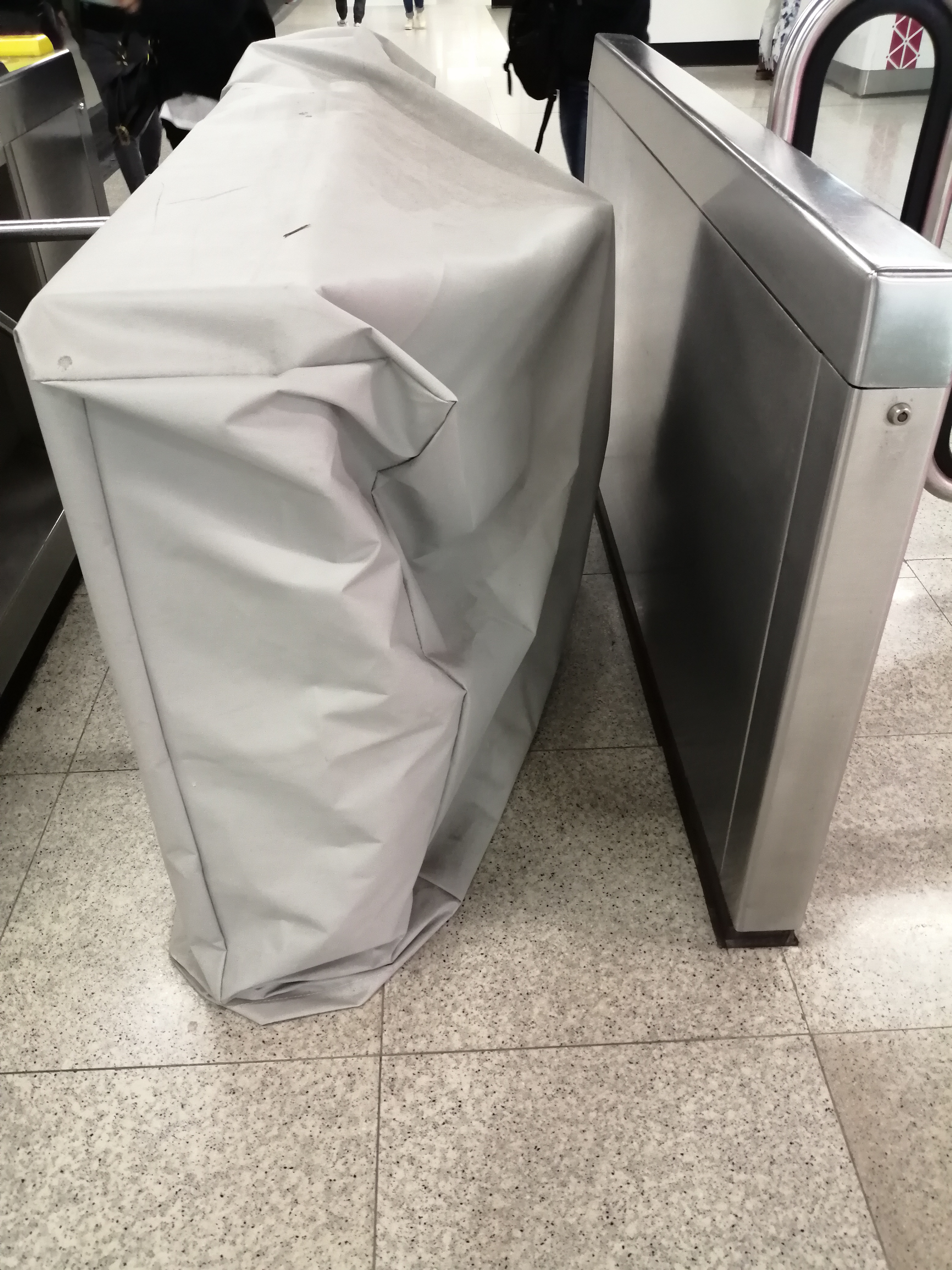
鑽石山站遭到破壞的閘機

## 未來發展

### 東九龍綫（2014年方案）
根據《鐵路發展策略2014》，政府曾經建議興建一條連接鑽石山站至寶琳站的鐵路線，項目名稱為「東九龍綫」，走線途經觀塘北部，中途設置：彩雲站、順天站、秀茂坪站及寶達站，並將成為現有觀塘綫的平行路線，以及將軍澳至九龍之間的替代路線。而這條東九龍綫計劃在鑽石山站屯馬綫月台以南一帶設站，因此將與屯馬綫興建轉車通道連接現有車站，不採用跨月台轉乘。東九龍綫原定預計於2019年動工，然而方案經過多番更改後，東九龍綫己改為東九龍智慧綠色集體運輸系統，並縮短至彩虹東站。

### 鑽石山綜合發展區
位於車站以南的前大磡村地皮發展為鑽石山綜合發展區，其中屯馬綫部分的車站上蓋會與發展區西面的活水公園結合，形成文化園景大道，而車站南面則會發展為啟鑽苑及啟翔苑的附屬商場。而鑽石山站亦會新增出入口連接車站及四美街，預計於2026年分階段啟用。

## 外部連結
- 港鐵公司－鑽石山站街道圖
- 港鐵公司－鑽石山站位置圖
- 港鐵公司－鑽石山站列車服務時間 （页面存档备份，存于）